# Oleg Kulik
Oleg Borisovič Kulik (Оле́г Бори́сович Кули́к, * 15. dubna 1961 Kyjev) je ruský performer.
Vystudoval geologickou školu v Kyjevě, poté žil po vzoru Lva Nikolajeviče Tolstého venkovským životem v Konopatech nedaleko Tveru, po absolvování základní vojenské služby v roce 1986 se usadil v Moskvě. Počátky jeho tvorby ovlivnil Naum Gabo, v devadesátých letech patřil k vůdčím představitelům moskevského akcionismu. Jeho provokativní performance vycházejí z divadla krutosti Antonina Artauda, kynismu, ruské tradice jurodivosti a filozofie Josepha Beuyse; odmítá konceptualismus a usiluje o autentické zážitky, komentuje krizi současné kultury a snaží se proniknout k animální podstatě skryté v člověku.
Jeho nejznámější vystoupení je spojeno s fiktivní identitou nazvanou Mad Dog. V převleku za psa v roce 1996 ve stockholmské galerii Färgfabriken pokousal jednoho z prominentních návštěvníků. Skandálem se inspiroval Ruben Östlund ve svém filmu Čtverec. Pozdější Kulikova tvorba využívá digitální fotografie k polemice s reklamní estetikou, v projektu Muzeum karikuje současné celebrity. V západních zemích jsou jeho instalace oceňovány jako protest vůči politickým poměrům v Rusku. Ke Kulikovým akcím se hlásí jako k inspiračnímu zdroji skupina Vojna.
Účastnil se Biennale di Venezia, byl kurátorem landartového festivalu Archstojanie. Jeho dílo je zdokumentováno v nezávislé galerii moderního umění ART4.RU.